# لين سليمان
لين سليمان وصيفة ملكة جمال لبنان الأولى لعام 2003 و مقدمة برامج لبنانية

## حياتها الخاصة
ولدت في بيروت، بعدة إنهاء دراستها الثانوية درست الأدب الإنكليزي ، بدأت كعارضة أزياء في سن السابعة عشرة وكانت عاشقة للموضة،
تزوجت بعد المشاركة في مسابقة الجمال عام 2008 من رجل لبناني من عائلة خليل ورزقت منه بطفلين.

## مشوارها المهني
في العام 2003 شاهدت إعلانا للفتيات للمشاركة في مسابقة ملكة جمال لبنان على شاشة المؤسسة اللبنانية للإرسال بطريقة تلفزيون الواقع تقدمت بطلب وتم قبولها مكثث شهرين يشاهدها العالم بأسرة على الشاشة، في الحفل الختامي توجت زميلتها ماري جوزيه حنين باللقلب أما هي فنالت لقبي الوصيفة الأولى وملكة جمال التصوير لكنها لم تكن راضية عن النتيجة.
دخلت مجال الإعلام عام 2006 على شاشة تلفزيون المستقبل كمذيعة ربط فقرات بعدها قدمت برنامج غير شكل على شاشة تلفزيون المستقبل الذي يهتم بتغيير الشكل الخارجي للمشتركين من ماكياج وشعر وهندام.
في رمضان 2009 قدمت برنامج طال السهر مع عدة زملاء ك ميشال قزي وكارين سلامة
عام 2010 قدمت المجلة اليومية المنوعة حلوة بيروت ومن ثم حلوة الحياة على شاشة ال بي سي حتى نهاية العام 2013
في يونيو عام 2015 قدمت برنامج  صحتك بالدنيا على شاشة ال بي سي الفضائية اللبنانية التابعة لشبكة قنوات روتانا
في نوفمبر 2015 عرضت عليها المنتجة رولا سعد تقديم برنامج منوع جديد مع عدة زميلات بعنوان بتحلى الحياة على شاشتي المؤسسة اللبنانية للإرسال وقناتها الفضائية قناة الانتشار اللبناني.